# الجمعة (ريمة)

تعديل مصدري - تعديل

الجمعة أو قرية الجمعة هي قرية جبلية في عزلة حورة بمديرية الجبين التابعة لمحافظة ريمة اليمنية، بلغ تعداد سكانها 384 نسمة حسب إحصاء اليمن لعام 2004.

## روابط خارجية
- الدليل الشامل